# 송도 LNG 야구장
송도 LNG 야구장(Songdo LNG Baseball Stadium)는 인천광역시 연수구 동춘동 송도LNG스포츠타운 내에 위치한 야구장이다. SK 와이번스가 기존에 사용하던 용현동 SK드림파크의 철거로 인해 현재 인천광역시 강화군 길상면에 건설 중인 새로운 SK퓨처스파크가 완공될 때까지 사용하는 SK 와이번스의 임시 퓨처스팀, 재활군 홈 구장 및 구단 전용 훈련장이었다.
주 경기장에 조명 시설이 설치되어 있어 야간경기 및 야간 훈련이 가능하다.
정규 규격의 전광판이 설치되어 있다.

## 야구장 특징
사회인 야구팀도 사용하는 공용 야구장이며, 시내에서 멀리 떨어져 있고 바다 한 가운데에 위치해 있어서 SK 팬들 사이에서는 두바이라고 불리는 곳이다.
야구장 근처에 음식물쓰레기 자원화(퇴비화)시설이 존재, 경기중 간혹 악취를 풍기는 경우가 있어 선수들의 경기력에 좋지 않은 영향을 주기도 한다.

## 참고 문헌
1. ↑  송도구장 2군 경기, 악취 탓에 5회 콜드게임연합뉴스